# Nepenthes macrophylla
Nepenthes macrophylla är en tvåhjärtbladig växtart som först beskrevs av Marabini, och fick sitt nu gällande namn av Jebb och Martin Roy Cheek. Nepenthes macrophylla ingår i släktet Nepenthes och familjen Nepenthaceae. Inga underarter finns listade i Catalogue of Life.

## Bildgalleri

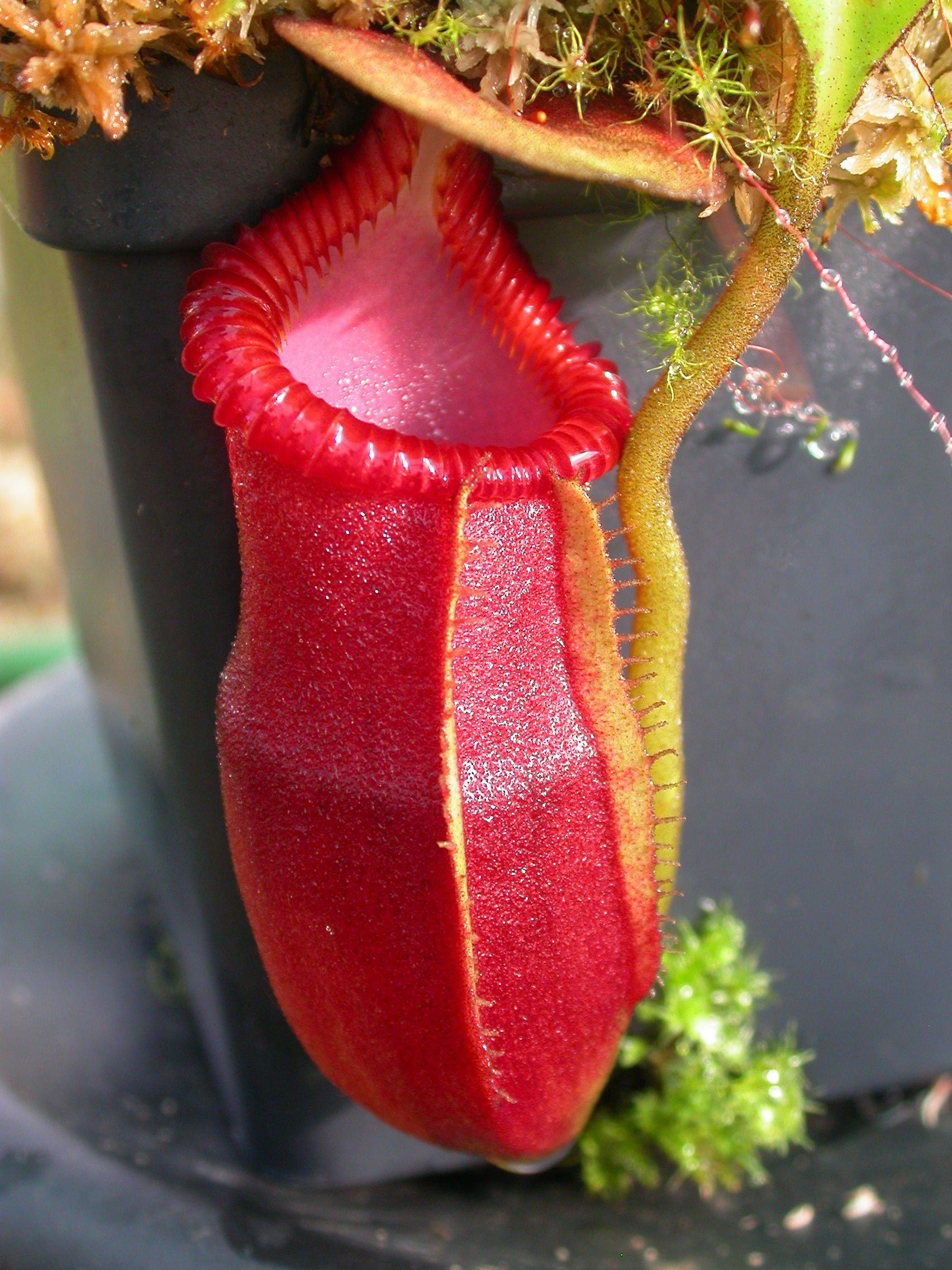
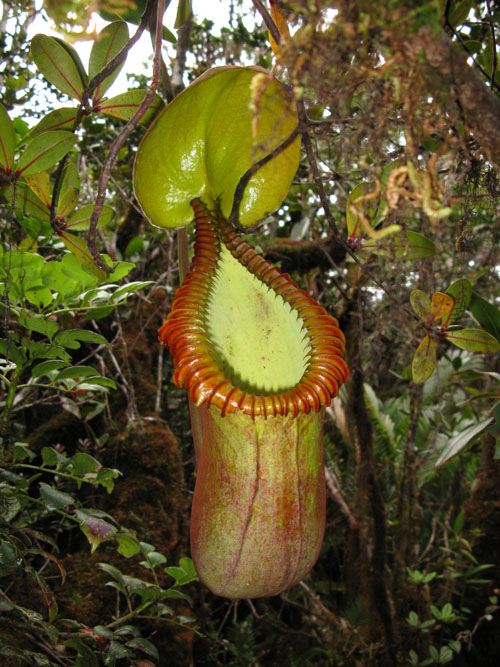
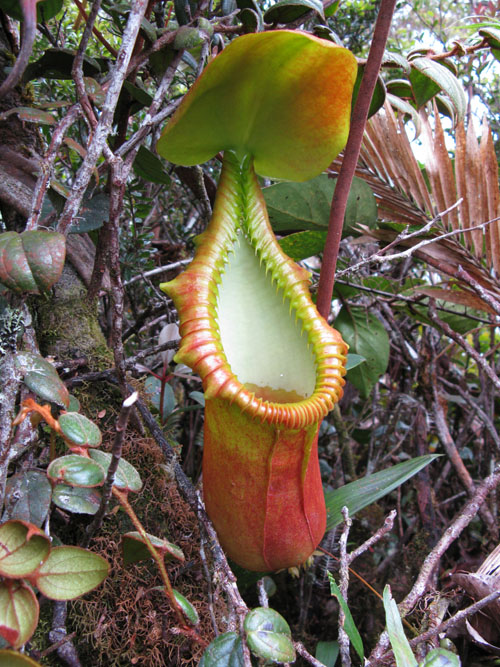
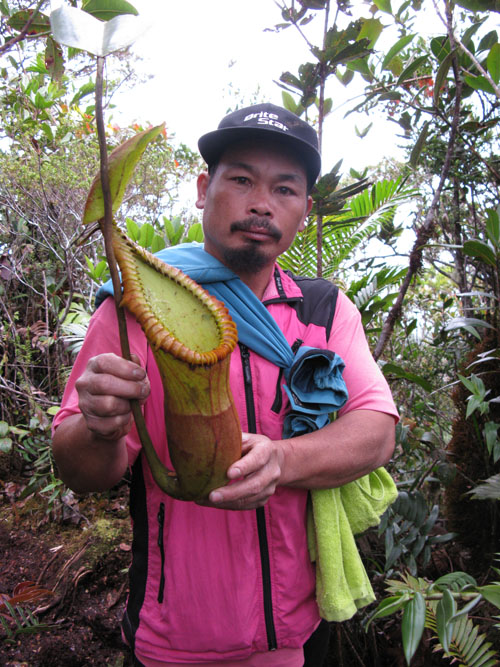
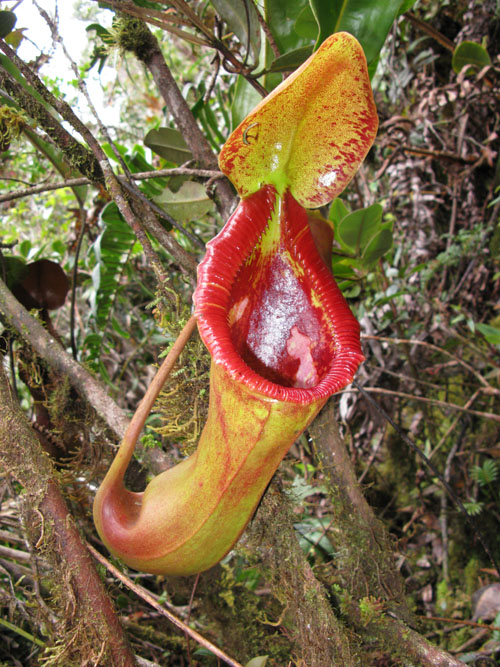